# انجمن هوافضای ایران

لوگو انجمن هوافضای ایران

انجمن هوافضای ایران انجمنی است که صرفاً در زمینه‌های علمی، تحقیقاتی، تخصصی و فنی هوافضا در موضوعات اعم از مهندسی، تعمیر و نگهداری عملیاتی، حقوق، هوانوردی و فضانوردی
فعالیت می‌کند.

## وظایف و فعالیت‌ها
- انجام مطالعه و پژوهش علمی و فنی در زمینه‌های فعالیت انجمن.
- برنامه‌ریزی، هدایت، ارائه مشاوره و ایجاد هماهنگی در امور پژوهشی و فنون هوایی فضایی
- ارائه سیاست‌ها و برنامه جهت توسعه و گسترش دانش و صنایع هوایی و فضایی ایران
- برنامه‌ریزی و تدوین استانداردها و روش‌ها برای طراحی و به‌کارگیری وسائط نقلیه هوایی و فضایی و ایستگاه‌های ماهواره‌ای و تجهیزات نگاهداری که به وسیلهٔ مؤسسات مربوطه انجام خواهد شد. انجمن نسبت به طرح‌ریزی و تهیه موجبات انجام موضوع اقدام یا با مؤسسات مربوطه همکاری خواهد نمود
- ارائه خدمات مشاوره‌ای پژوهشی و آموزشی در رشته‌های مختلف علوم و فنون هوایی فضایی و تدوین و ارائه دوره‌ای تخصصی کوتاه مدت و بلند مدت راساً یا با همکاری دانشگاه‌ها و مؤسسات آموزشی و پژوهشی[۲]